# 赫里斯托福里夫卡
47°58′58″N 33°5′39″E / 47.98278°N 33.09417°E
赫里斯托福里夫卡（烏克蘭語：Христофорівка）是位於烏克蘭東部的市級鎮，由第聶伯羅彼得羅夫斯克州裡克里維里赫區的洛祖瓦特卡市鎮負責管轄。該鎮處於克里维里赫西北面36公里，面積5平方公里，海拔高度76米，2022年人口1,312，人口密度每平方公里293人。